# Trận Thái Nguyên (Trung Quốc)
Trận Thái Nguyên (tiếng Nhật: 太原作戦; rōmaji: Taigen sakusen; phiên âm Hán-Việt: Thái Nguyên tác chiến
, tiếng Trung: 太原會戰; bính âm: Tàiyuán Huìzhàn, phiên âm Hán-Việt: Thái Nguyên hội chiến) là một trong những trận đánh lớn nhất trong Chiến tranh Trung-Nhật. Trận này diễn ra từ ngày 1 tháng 9 đến ngày 9 tháng 11 năm 1937 tại thành phố Thái Nguyên, thủ phủ tỉnh Sơn Đông ở miền Bắc Trung Quốc. 5 sư đoàn lục quân Đế quốc Nhật Bản và quân đội Chính phủ Tự trị Liên hợp Mông Cổ (khoảng 14 vạn quân) đã tấn công 6 tập đoàn quân Trung Quốc (khoảng 58 vạn quân).
Kết quả, liên quân Nhật-Mông Cổ giành thắng lợi. Sau trận này, quân Nhật không những chiếm được vùng khai thác than lớp mà còn chấm dứt được những phản kháng lớn của quân Trung Quốc ở miền Hoa Bắc. Tuy nhiên, quân Trung Quốc ở Hoa Bắc, bao gồm cả Bát lộ quân, từ sau trận này chuyển sang chiến tranh du kích, khiến cho quân Nhật bị giam chân ở đây để đối phó chứ không thể phân tán ra cho các chiến dịch khác.